# Índex meteorològic d’incendi forestal
L'Índex meteorològic d'incendi forestal en francès: indice forêt météo (IFM), en anglès: Forest fire weather index (FWI) és una estimació del risc d'incendi forestal computat per Météo France i el Meteorological Service of Canada. Va ser introduït a França l’any 1992 i està basat en el model empíric fet al Canadà que ja s'utilitzava àmpliament des de 1976.

## Descripció
L'índex és un nombre que va de 0 a 20 a França i fins a 30 al Canadà. Està computat per cinc components. Els tres primers són numèrics respecte al contingut d'humitat de la virosta i d'altres substàncies combustibles, la humitat de capes orgàniques poc compactades de profunditat moderada, i de les capes orgàniques compactades.
La informació essencial que s'ha de calcular per determinar aquest índex és:
- humitat de l'aire al principi del vespre (quan té el valor més baix);
- la temperatura al mig del vespre (quan aquesta és més alta);
- La precipitació meteorològica durant 24 hores;
- la velocitat màxima del vent.

## Ús

### França
Aquest índex es computa per 40 zones de França on el departament de Les Landes té l’índex més alt. Météo France envia l'índex IFM a la defensa civil per preparar-se especialment pels medis aeris de lluita contra el foc.

### Canadà
Cada servei antiincendis provincial calcula aquest índex per a les diverses regions sota la seva jurisdicció.